# Szczerców (gmina)
Szczerców (do 30 czerwca 1930 gmina Dzbanki) – gmina wiejska w województwie łódzkim w powiecie bełchatowskim. W II Rzeczypospolitej – w województwie łódzkim w powiecie łaskim. W latach 1975–1998 gmina położona była w województwie piotrkowskim. Gmina składa się z 23 sołectw i 42 wsi.
Siedzibą gminy jest Szczerców.

## Struktura powierzchni
Gmina Szczerców ma obszar 128,87 km², w tym:
- użytki rolne 63,55%
- użytki leśne 30,12%
- grunty zabudowane i zurbanizowane 3,75%
- grunty pod wodami 1,33%
- pozostałe 1,25%[4]

Gmina stanowi 13,32% powierzchni powiatu bełchatowskiego.

## Demografia
Struktura demograficzna mieszkańców gminy Szczerców według danych z 31 grudnia 2024
| Opis                                | Ogółem | Ogółem | Kobiety | Kobiety | Mężczyźni | Mężczyźni |
| ----------------------------------- | ------ | ------ | ------- | ------- | --------- | --------- |
| Jednostka                           | osób   | %      | osób    | %       | osób      | %         |
| Populacja                           | 8116   | 100    | 4141    | 51,02   | 3975      | 48,98     |
| Wiek przedprodukcyjny (0–17 lat)    | 1511   | 18,62  | 762     | 9,39    | 749       | 9,23      |
| Wiek produkcyjny (18–65 lat)        | 4842   | 59,66  | 2257    | 27,81   | 2585      | 31,85     |
| Wiek poprodukcyjny (powyżej 65 lat) | 1763   | 21,72  | 1122    | 13,82   | 641       | 7,9       |

- Piramida wieku mieszkańców gminy Szczerców

## Sołectwa
Borowa, Brzezie, Chabielice, Dubie, Grudna, Janówka, Kieruzele, Kuźnica Lubiecka, Leśniaki Chabielskie, Lubiec, Magdalenów, Niwy, Osiny, Podklucze, Podżar, Polowa-Kościuszki, Rudzisko, Stanisławów Drugi, Stanisławów Pierwszy, Szczercowska Wieś, Szczerców, Tatar, Zbyszek.

## Pozostałe miejscowości
Bednarze, Chabielice-Kolonia, Drzyzdówki, Dzbanki, Firlej, Józefina, Kolonia Szczercowska, Kozłówki, Krzyżówki, Lubośnia, Marcelów, Nowy Świat, Osiny-Kolonia, Piecówka, Piecówka (kolonia), Puszcza, Sadykierz, Sarnówka, Szubienice, Trakt Puszczański, Zagadki, Załuże, Żabczanka.
W skład gminy wchodziły nieistniejące już miejscowości: Grabek, Komórew, Młynki i Parchliny – obecnie jest to teren odkrywki Szczerców (KWB Bełchatów).

## Sąsiednie gminy
Kleszczów, Kluki, Rusiec, Rząśnia, Sulmierzyce, Widawa, Zelów